# Anthidium palmarum
Anthidium palmarum là một loài Hymenoptera trong họ Megachilidae. Loài này được Cockerell mô tả khoa học năm 1904.